# Enallagma daeckii
Enallagma daeckii – gatunek ważki z rodziny łątkowatych (Coenagrionidae). Występuje na terenie Ameryki Północnej.